# Moje życie pod psem
Moje życie pod psem (ang. My Life as a Dog, 1997) – kanadyjski serial przygodowy w reżyserii Neilla Fearnleya. Wyprodukowany przez Atlantis Films Limited i Credo Entertainment Group.
Światowa premiera serialu miała miejsce 6 kwietnia 1997 roku na kanale Showtime. Ostatni odcinek został wyemitowany 13 września 1997 roku. W Polsce serial nadawany był dawniej na kanale TVP Polonia.

## Obsada
- Michael Yarmush jako Eric Johansson
- Callum Keith Rennie jako Johnny Johansson
- Marley Otto jako Anastasia "AJ" Burke
- Jennifer Clement jako Zoë Johansson
- Joy Coghill jako Astrid "Auntie Auntie" Árnesson
- Bucky Hill jako Sam LaFresne
- Yank Azman jako Tom Shaughnessy

## Spis odcinków
| N/o            | Tytuł angielski        |
| -------------- | ---------------------- |
|                |                        |
| SERIA PIERWSZA |                        |
|                |                        |
| 01             | The Arrival            |
|                |                        |
| 02             | Stranded               |
|                |                        |
| 03             | Root of All Evil       |
|                |                        |
| 04             | Smelly's Dark Secret   |
|                |                        |
| 05             | Tribe                  |
|                |                        |
| 06             | A Day in The Life      |
|                |                        |
| 07             | Great Expectations     |
|                |                        |
| 08             | Profile of the Artist  |
|                |                        |
| 09             | The Fugitive           |
|                |                        |
| 10             | Widgeon                |
|                |                        |
| 11             | Once They Get a Taste  |
|                |                        |
| 12             | The Puck Stops Here    |
|                |                        |
| 13             | Soap Gets in Your Eyes |
|                |                        |
| 14             | Gimli Marathon         |
|                |                        |
| 15             | The Why? Files         |
|                |                        |
| 16             | Beauty and the Zit     |
|                |                        |
| 17             | Return of the Undead   |
|                |                        |
| 18             | All in Your Head       |
|                |                        |
| 19             | A Winter's Tale        |
|                |                        |
| 20             | Obsession              |
|                |                        |
| 21             | Blizzard               |
|                |                        |
| 22             | Where the Wind Blows   |
|                |                        |